# ゴルフストーリー
『ゴルフストーリー』（Golf Story）は、オーストラリアのインディーゲームスタジオSidebar Gamesが開発したNintendo Switch用ゲームソフト。日本では、2018年3月9日にフライハイワークスから発売された。

## 概要
本作はゴルフを題材としたゲームソフトだが、ゴルフの試合をするだけではなく、主人公を操作して様々なフィールドを冒険し、経験値をためてレベルを上げステータスを強化するといったRPGの要素も含んでいる。また、グラフィックは全編にわたりドット絵が用いられている。こうした仕様や表現方法は、任天堂が1999年に発売したゲームボーイカラー用ソフト『マリオゴルフGB』のストーリーモードから影響を受けている。
本作の開発は、Sidebar Gamesを構成する2人兄弟の一人であるアンドリュー（Andrew）が、自身のゴルフ好きの影響で多くのゴルフゲームをプレイしている中で自分でもゴルフゲームを作りたいと考えたことがきっかけになった。当初はWii U向けに開発を進めていたが、開発途中で新型ゲーム機Nintendo Switchの発表があったことを受け、Wii U用のデータをアップグレードした上で開発環境を移行し、結果的に1年ほどで完成した。
本作の続編となる『スポーツストーリー』が発売予定。

## システム
ストーリーモード
ゴルフを軸にした物語が展開されるモード。一般的なRPGのように主人公を操作し、物語の合間に発生するイベントなどでゴルフの試合やミニゲームを行う。それらをクリアすると、クラブ購入時などに使用するお金とレベルアップに必要な経験値を得られる。レベルアップにより、ボールの飛距離や軌道変化に関する各種ステータスを上げる。
ほぼ全てのフィールド上において、好きな時にボールを取り出して自由に打ったり放り投げたりすることができる。一部フィールドではボールを用いて作動させる仕掛けがあるほか、登場人物たちにボールを当てると様々な反応が返ってくる。
ガルフ
ストーリーモードを進めていくと、ゴルフならぬ「ガルフ」（GALF）というゴルフゲームがプレイ可能となる。本編のシステムと類似しているが、1980年代初頭のゲームソフトのような簡素なグラフィックで表示され、コース全体が一画面に収まっている。全8ホール。また、本編で特定のイベントをこなすことで、四季の移り変わりが表現されている「ガルフシーズン」（GALF SEASONS）と終始ナイターゴルフを行う「ガルフナイト」（GALF NIGHTS）の2つの別バージョンもプレイできるようになる。
クイックプレー
1人または2人でコースをプレイできるモード。コースは後述の8種類と前述の「ガルフ」シリーズ3種類の中から選ぶ。プレイ前には、競技方法（マッチプレーまたはストロークプレー）、使用可能なクラブの種類、風の強弱、グリーンの傾斜、カップの大きさを設定できる。

## コース
各コースはそれぞれ全9ホール。ストーリーモードでは、主人公が一人でホールを回るプレーのほか、2人あるいは2組が1対1でホールごとの打数を競うマッチプレーや複数人で全ホールの合計打数を競うストロークプレーのコンペティションも行われる。
ウェルウォーン・グローヴ (Wellworn Grove)
木々に囲まれている緑豊かなコース。広大なゴルフ練習場も完備している。
コース内にいるモグラの周辺にボールを飛ばすと、モグラが持ち去り別の位置に運んでしまう。
ルーク・バレー (Lurker Valley)
古代の化石が埋没している乾燥地帯に造成されたコース。別の場所には、全7ホールの小規模なコース「コンパクトコース」もある。
ボールが埋まる大きな足跡形のバンカーやタールの滞留地帯が至る所にある。水上の特定エリアにボールを飛ばすと亀が現れ、背中の甲羅でボールが跳ねてより遠くへ飛ぶ。
チキチキビーク・ピーク (Cheekybeak Peak)
標高の高い山岳地帯に造成されたコース。隣接する公園にはディスクゴルフを行う設備がある。
崖上のため、地面のない場所にボールを飛ばすと即OBとなる。また、コース内にいる鳥「チキチキバード」の周辺にボールを落とすと、ウェルウォーン・グローヴのモグラのようにボールを運ばれる。
ベルミューダ島 (Bermuda Isles)
海辺のリゾート地に造成されたコース。水上に設置された的を狙ってボールを飛ばす「アクアゴルフ」を行う場所もある。
いずれのホールも大部分が海面で占められ、他のコースに比べてボールが乗る地面の範囲が非常に狭い。
タイディー・パーク (Tidy Park)
ゴルフをたしなむ紳士・淑女が多く集うコース。クラブハウスの内部には、原則として会員のみが入館できる。
コース内の至る所に水たまりがあり、ここにボールを飛ばすと失速する。また、全てのホールでグリーンが整備されておらず、ラフ地帯の中にカップが設置されているホールもある。
オーク・マーナー (Oak Manor)
墓地に造成されたコース。人がほとんど訪れず、一角にある洋館は廃墟と化している。
ベルミューダ島ほどではないものの、コースの水面の割合が比較的大きい。各所に配置されているジャック・オー・ランタンにボールがぶつかると大きく弾き飛ばされる。
コールドウィンド・ウェスト (Coldwind Wastes)
大部分が雪で覆われているコース。屋外にいる人々の一部はあまりの寒さで氷漬けになっている。
雪原地帯にボールが飛ぶとバンカーのようにその場に埋まる。また、氷が張っている地面では着地したボールが大きく跳ね、パッティング時にはボールが表面を滑る。
ブルームーン・デューン (Blue Moon Dunes)
プロゴルファーのみがプレイを許可されるコース。ここで開催される大会は多くの人々の注目を集める。
グリーンに到達するまでのルートが分岐しているホールが多い。一部のホールでは、ルーク・バレーと同様に特定エリアの水面に亀が現れる。

## 主な登場人物
主人公 (Player)
プロゴルファーになることを目指し各地を奔走する青年。名前は不明。妻帯者だが、その妻は後に別の男を連れて主人公の前に現れる。困っている人を見過ごせない性格を持つ一方、相手の主張に押されやすい一面もある。
コーチ (Coach)
ウェルウォーン・グローヴでゴルフを教えている老人。名前は不明。当初は主人公を突き放すも次第に才能を感じ取り、熱心に指導するようになる。後述のイボンヌに好意を抱きアプローチを試みる。
ラーラ (Lara)
コーチの生徒の女性。勝気な性格で、主人公に対抗心を燃やしてたびたび勝負を挑む。その一方で、主人公が困っている際には手助けすることもある。
テディ (Teddy)
コーチの生徒の男性。常に敬語口調で話す。後述のプロゴルファー、マックス・ヤードのキャディを務めた後、主人公の元につく。
ネイサン (Nathan)
コーチの生徒の男性。親の会社が開発したゴルフシミュレーターを用いて主人公と対決する。
イボンヌ (Yvonne)
チキチキビーク・ピークでゴルフ用品店を営む女性。後にラーラのコーチにつくが、主人公のゴルフの技量にも興味を持つ。ウェルウォーン・グローヴで閲覧できるゴルフの教養動画にも登場する。
ロレーヌ (Lorraine)
ゴルファーのスポンサーを務める事務所を経営する女性。後に主人公と契約を結び、新しいクラブを提供する。
ラッキィ (Lucky)
ウェルウォーン・グローヴのクラブハウスのオーナー。タイディー・パークのクラブ経営にも関与している。利益を上げるために強引な経営を行う。
マックス・ヤード (Max Yards)
広く名が知られているプロゴルファー。ゴルフ用品製造企業・ピュアストライク社の宣伝も行っている。かなりの自信家で、他のゴルファーを見下す発言も口にする。

## 受賞・ノミネート
- The Game Awards 2017（英語版） 「Best Debut Indie Game」ノミネート[10]
- National Academy of Video Game Trade Reviewers（英語版） Awards 「Game, Original Sports」受賞[11]
- 18th Annual Game Developers Choice Awards 「Best Debut」ノミネート[12]